# Грубачич, Андрей
Андрей Грубачич (серб. Andrej Grubačić; род. 1976, Социалистическая Федеративная Республика Югославия) — американский историк югославского происхождения, профессор и заведующий-основатель кафедры антропологии и социальных изменений Калифорнийского института интегральных исследований, редактор Journal of World-Systems Research, историк-анархист и социолог. Сторонник югославизма. Также преподает в Центре социальной медицины Беркли.

## Биография
Как отмечает Роксанн Данбар-Ортис, Андрей Грубачич «родился в революционной семье. Его бабушка и дедушка были социалистами, и дед представлял Югославию при создании и членстве в Движении неприсоединения. Он вырос, воспитанный на идеях и реальности рабочего самоуправления и особого пути к социализму, бывшего демократическим и ставившего людей на первое место…». Его дед Ратомир Дугонич также был председателем Президиума Социалистической Республики Боснии и Герцеговины.
Указывает себя балканцем, «всегда считал себя югославом»; вырос между Белградом и Сараево. Обучился на историка; первая научная работа посвящена коммунистическому эксперименту в Мюнстере (Мюнстерская коммуна). Окончил Белградский университет (затем получил степень доктора наук в Университете штата Нью-Йорк в Бингемтоне). Являлся членом Белградской либертарной группы, «это были в основном люди, являюющиеся левым крылом Praxis».
Участник низового движения альтерглобалистов, вовлечён в работу Всемирного социального форума (ВСФ) с момента его создания в 2001-м, член его международного комитета. Характеризовался как «диссидент с Балкан». «Пережил насилие югославских войн и интервенций НАТО», после чего в возрасте двадцати девяти лет в 2005 переехал в США (вспоминал: «Я был вынужден уехать, потому что не мог найти никакой работы. Я был молодым историком, который, возможно, был немного слишком откровенным в политическом плане. Так что Ноам Хомский привез меня в Соединенные Штаты, он стал моим научным руководителем по докторской диссертации, и он познакомил меня с Иммануилом Валлерстайном. И я навсегда благодарен им обоим, потому что они привели меня в место под названием Центр Фернана Броделя» (где Валлерстайн был директором)). Подружился там с Роксанн Данбар-Ортис. 
Академическую карьеру начал в качестве историка XVI века в Белградском университете.Работал над докторской диссертацией в Университете штата Нью-Йорк в Бингемтоне, посвященной утопическим моментам в истории США. Сотрудничал там в Центре Фернана Броделя. Преподает антропологию в Университете Сан-Франциско, Институте искусств Сан-Франциско. В 2012 приглашен для создания кафедры антропологии и социальных изменений в Калифорнийский институт интегральных исследований (CIIS).
Работа Грубачича представляет собой синтез броделевской истории, гегельянского марксизма и анархистской антропологии Кропоткина. Вместе с Джоном Холлоуэем и несколькими другими единомышленниками Грубачич создал всемирную федерацию учёных-активистов и академических программ, «заполняющих трещины в научной среде». 
Характеризует себя как анархиста. На его становление как анархиста повлияли чтение и перевод им Н. Хомского, а также Даниэль Герен и Триво Индич. Характеризуется как «попутчик сапатистских движений прямого действия, Вобблис», «активист и попутчик движений прямого действия, вдохновленных сапатистами». Связан с Retort (collective).
Со своим товарищем (называл его своим лучшим другом — с конца 90-х) Дэвидом Грэбером работал над вступлением к новому изданию книги Петра Кропоткина «Взаимопомощь как фактор эволюции» (PM Press, 2021). Также с ним выступил автором статьи 2004 года «Анархизм, или Революционное движение двадцать первого века». С 2012 года Грубачич, как и Грэбер, писал о революции в Рожаве, курдском движении и его заключённом лидере Абдулле Оджалане. После кончины Гребера Грубачич остаётся одним из ведущих сторонников исследовательской перспективы анархистской антропологии, а основанный им отдел в CIIS является единственным академическим институтом в США, посвящённым исключительно изучению анархистской антропологии.
Редактор «Журнала мир-системных исследований» (Journal of World-Systems Research). Автор Living at the Edges of Capitalism: Adventures in Exile and Mutual Aid («Жизнь на гранях капитализма: Приключения в изгнании и взаимопомощи», совм. с Денисом О'Хирном; получила премию Американской социологической ассоциации American Sociological Association prize for Distinguished Scholarship 2017 года), Don’t Mourn, Balkanize! («Не скорбите, балканизируйтесь!», 2010; относительно которой Радж Пател отмечал, что «история Югославии имеет глобальное значение, и никто не может лучше ее раскрыть, поделиться ею и проанализировать, чем Андрей Грубачич»), и Wobblies and Zapatistas («Вобблис и сапатисты», 2011; совм. с Staughton Lynd). Редактор The Staughton Lynd Reader.